# Марьевка (Сампурский район)
Ма́рьевка — деревня в Сампурском районе Тамбовской области России. Входит в состав Ивановского сельсовета.

## География
Деревня находится на юге центральной части Тамбовской области, в лесостепной зоне, в пределах Окско-Донской низменной равнины, к западу от автодороги Р22, на расстоянии примерно 20 км (по прямой) к юго-западу от Сатинки, административного центра района. Абсолютная высота — 157 м над уровнем моря.

### Климат
Климат умеренно континентальный, относительно сухой. Средняя температура воздуха самого холодного месяца (января) — −11,5 — −10,5 °C (абсолютный минимум — −39 °C); самого тёплого месяца (июля) — 19,5 — 20,5 °C (абсолютный максимум — 40 °С). Среднегодовое количество атмосферных осадков варьирует в пределах от 400 до 650 мм. Продолжительность залегания снежного покрова составляет в среднем 145 дней.

### Часовой пояс
Деревня Марьевка, как и вся Тамбовская область, находится в часовой зоне МСК (московское время). Смещение применяемого времени относительно UTC составляет +3:00.

## Население
| 2010 |
| ---- |
| 225  |

### Половой состав
По данным Всероссийской переписи населения 2010 года, в гендерной структуре населения мужчины составляли 48 %, женщины — соответственно 52 %.

### Национальный состав
Согласно результатам переписи 2002 года, в национальной структуре населения русские составляли 94 % из 287 чел.

## Известные уроженцы
- Никон (Васюков) (род. 1950) — архиерей Русской православной церкви.